# Підводні човни проєкту 659, 659Т
| Підводні човни проєкту 659, 659Т | Підводні човни проєкту 659, 659Т                                                 | Підводні човни проєкту 659, 659Т                                                 |
| -------------------------------- | -------------------------------------------------------------------------------- | -------------------------------------------------------------------------------- |
|                                  |                                                                                  |                                                                                  |
|                                  |                                                                                  |                                                                                  |
|                                  |                                                                                  |                                                                                  |
| Під прапором                     | СРСР                                                                             | СРСР                                                                             |
| Спуск на воду                    | 1960—1963 рр (човнів)                                                            | 1960—1963 рр (човнів)                                                            |
| Виведений зі складу флоту        | 1983- рр                                                                         | 1983- рр                                                                         |
| Проєкт                           |                                                                                  |                                                                                  |
| Тип ПЧ                           | Підводний човен атомний (багатоцільовий з ракетами крилатими)                    | Підводний човен атомний (багатоцільовий з ракетами крилатими)                    |
| Головний конструктор             | П. П. Пустинцев, М. А. Клімов.                                                   | П. П. Пустинцев, М. А. Клімов.                                                   |
| Класифікація НАТО                | Echo I                                                                           | Echo I                                                                           |
| Основні характеристики           |                                                                                  |                                                                                  |
| Швидкість (надводна)             | 21 вузлів (40 км/год)                                                            | 21 вузлів (40 км/год)                                                            |
| Швидкість (підводна)             | 29 вузлів (56 км/год)                                                            | 29 вузлів (56 км/год)                                                            |
| Робоча глибина занурення         | 240 м                                                                            | 240 м                                                                            |
| Гранична глибина занурення       | 300 м                                                                            | 300 м                                                                            |
| Автономність плавання            | 50 діб                                                                           | 50 діб                                                                           |
| Екіпаж                           | 120 осіб                                                                         | 120 осіб                                                                         |
| Розміри                          |                                                                                  |                                                                                  |
| Довжина найбільша (по КВЛ)       | 111,2 м                                                                          | 111,2 м                                                                          |
| Ширина корпусу найб.             | 9,2 м                                                                            | 9,2 м                                                                            |
| Середня осадка (по КВЛ)          | 7,2 м                                                                            | 7,2 м                                                                            |
| Водотоннажність надводна         | 3731 т                                                                           | 3731 т                                                                           |
| Озброєння                        |                                                                                  |                                                                                  |
| Торпедно- мінне озброєння        | Носові: 4 ТА калібру 533-мм (4 торпед). Кормові: 2 ТА калібру 406-мм (18 торпед) | Носові: 4 ТА калібру 533-мм (4 торпед). Кормові: 2 ТА калібру 406-мм (18 торпед) |
| Ракетне озброєння                | 6 ракет крилатих П-5 в контейнерах                                               | 6 ракет крилатих П-5 в контейнерах                                               |

Підводні човни проєкту 659, 659Т — серія радянських атомних підводних човнів (ПЧАРК) здатних нести крилаті ракети П-5 класу «корабель-земля». Побудовано і передано флоту 5 човнів цього проєкту, хоча планувалося будувати 32 човни і було закладено 6.

## Історія
Спочатку головним конструктором був П. П. Пустинцев, потім його замінив М. А. Клімов. Усі човни проєкту були побудовані в Комсольську-на-Амурі у 1958—1963 роках.
Після зняття з озброєння ракети П-5 човни були переобладнані по проєкту 659Т

## Ремонти і модернізації
Переобладнання човнів проєкту 659 по проєкту 659Т проводилося під час середніх ремонтів у 1968—1969 роках

## Представники
| Назва | Заводський номер | Закладений      | Спущений на воду | Прийнятий флотом | Виведений з Флоту |
| ----- | ---------------- | --------------- | ---------------- | ---------------- | ----------------- |
| К-45  | 140              | 28 грудня 1958  | 12 травня 1960   | 28 червня 1961   | 1992              |
| К-59  | 141              | 9 вересня 1958  | 25 вересня 1960  | 16 грудня 1961   | 1992              |
| К-66  | 142              | 26 березня 1960 | 30 липня 1961    | 28 грудня 1961   | 1992              |
| К-122 | 143              | 21 січня 1961   | 17 вересня 1961  | 6 липня 1962     | 1983              |
| К-151 | 144              | 21 квітня 1962  | 30 вересня 1962  | 28 липня 1963    | 1992              |